# Quizquiz
Quisquis (o Quizquiz ) (m. 1535) fue un general del ejército inca que luchó bajo las órdenes de Huayna Cápac y Atahualpa. Junto a Chalcuchímac y Rumiñahui fue uno de los tres principales generales atahualpistas que combatieron a Huáscar durante la guerra civil incaica y a los conquistadores españoles en la primera fase de la conquista. 

## Origen
Los cronistas Inca Garcilaso de la Vega, Agustín de Zárate y Francisco López de Gómara dan cuenta pormenorizada de sus hazañas. Su nombre quechua significa “langosta” y dícese que lo adoptó pues al igual que el sonido de las langostas atemorizaba a sus enemigos.

## Biografía

### Triunfos militares
Sus primeras experiencias militares las logró en los ejércitos de Huayna Cápac, durante las campañas del norte, en las que se destacó por sus eminentes dotes militares, alcanzando su rango de general. A la muerte del Sapa Inca, Quizquiz quedó en la estela de Atahualpa, tomando el mando de los ejércitos de Quito, opuestos a los del Cuzco devotos de Huáscar.
Durante la guerra civil incaica combatió del lado de Chalcuchímac durante las campañas contra los huascaristas, logrando su mayor victoria en Quipaipán, donde capturó a Huáscar. Juan de Betanzos informa en su Suma y narración de los Incas que durante la guerra civil Quizquiz lideró tropas de 60.000 contra las tropas de Huáscar. Tras esto, tomó Cuzco, donde sus soldados (que eran todos de etnias norteñas pastos, caranquis y cayambes) extrajeron la momia de Túpac Yupanqui y la quemaron en la plaza principal, desgraciando con su acción la posible unión de los incas contra el enemigo principal del imperio: los españoles. Estas etnias guardaban resentimientos hacia los cuzqueños, especialmente a Túpac Yupanqui por la conquista de sus territorios y por haber matado a sus familiares durante la batalla de Yahuarcocha.
Mientras Quizquiz estaba en el proceso de consolidación del poder de Atahualpa en la región del Cuzco, le llegó la noticia de la tragedia de Cajamarca y la captura de su señor en noviembre de 1532. Quizquiz decidió quedarse en la capital del imperio para completar la obra emprendida y envió al experimentado Chalcuchímac, con un ejército, para ayudar al prisionero Inca, con la recomendación de no hacer movimientos temerarios que pudieran comprometer la seguridad de Atahualpa.

### Encuentro con los españoles
Quizquiz estaba en Cuzco al momento de la llegada de los conquistadores españoles. Decidió permanecer en la capital imperial, mientras que Chalcuchímac marchaba hacia Cajamarca para entrevistarse con los españoles que habían tomado de rehén a Atahualpa. Al enterarse de que también Chalcuchímac había caído prisionero de los extranjeros, resolvió atrincherarse en el Cuzco para frenar el avance español.
Al cobrar el rescate, Atahualpa había convencido a Francisco Pizarro de que enviara a tres soldados a la capital para controlar personalmente la recolección de oro. Los tres, Martín Bueno, Pedro Martín de Moguer y Pedro de Zárate, fueron recibidos personalmente por Quizquiz quien les trató con honor, a pesar de su comportamiento nada intachable. Los rudos soldados se aventuraron a profanar los templos y socavar a las Vírgenes del Sol, pero las instrucciones de Atahualpa no permitieron que se tomaran las medidas adecuadas contra los tres.

### Combate contra los españoles

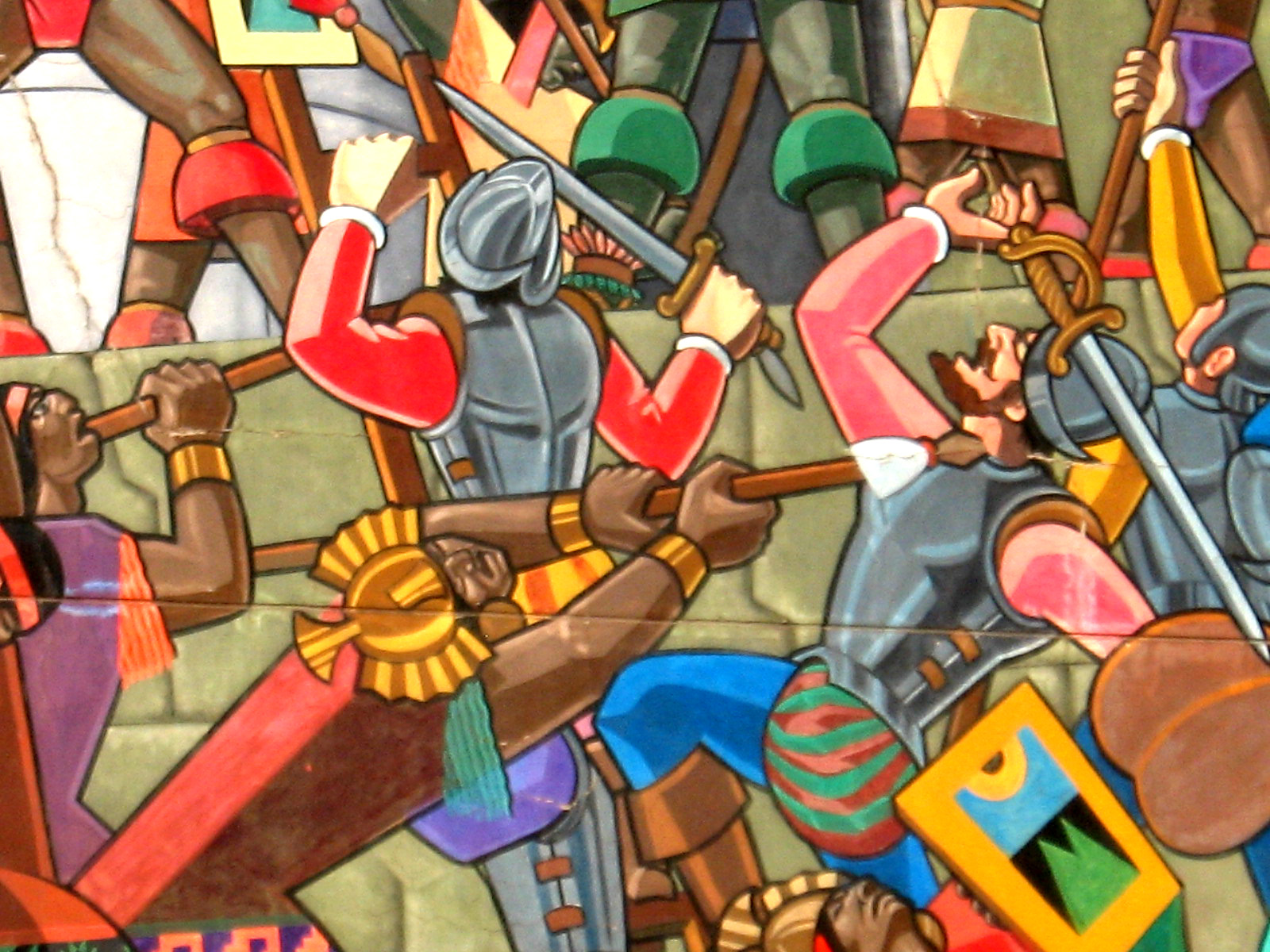
Los guerreros de Quizquiz lucharon contra los ejércitos españoles e indígenas aliados.

Después de la muerte de su señor en julio de 1533, Quizquiz se dio cuenta de que el imperio necesitaba un punto de referencia centrado en la persona de un Inca supremo. Pizarro, que había sentido la misma necesidad, había elegido un candidato del Cuzco, el príncipe Túpac Hualpa y el general inca trató de oponerle un candidato propio, también hijo de Huayna Cápac, el príncipe Paullu Inca. 
No sabemos si realmente se llevó a cabo la elección, pero a estas alturas los acontecimientos se estaban precipitando. Los españoles estaban a las puertas del Cuzco y el ejército atahualpista debía pensar sobre todo en su propia seguridad por lo que se decidió recuperar la confiada región de Quito, abandonando la posesión de la capital del imperio. Los españoles ocuparon solo tres lugares en el Tahuantinsuyo cuando los ejércitos de Quizquiz salieron de Cuzco. Uno era la propia capital, el segundo era el pueblo de Jauja, encomendada al tesorero Alonso de Riquelme y la tercera era la reciente colonia de San Miguel que garantizaba la llegada de refuerzos por mar. Quizquiz decidió atropellar a la guarnición de Jauja que estaba en el camino a Quito. La estación de las lluvias había hecho crecer los cursos de agua y bastó con derribar los puentes sobre los ríos más tumultuosos para asegurar la retaguardia de la llegada de los perseguidores del Cuzco. 
En su marcha hacia el norte, trabó combates con algunos grupos rezagados de españoles que iban en marcha hacia el Cuzco. Logró algunas victorias contra Hernando de Soto, matándole varios caballos con sus jinetes y miles de guerreros aliados. Pero al cabo se vio repelido por las fuerzas españoles, viéndose obligado a refugiarse en las montañas de Capi en Paruro, donde reorganizó sus fuerzas. Finalmente, fue derrotado por las tropas aliadas de Francisco Pizarro y Manco Inca. 
Pero Quizquiz no cejó en su empeño de continuar la lucha. Marchó rumbo a Jauja y enfrentó al capitán español Gabriel de Rojas y Córdova, quien al mando de cuarenta españoles y tres mil indios auxiliares, en su mayoría jaujinos y huancas, opuso tenaz resistencia, obligando a Quizquiz a retirarse a Huánuco Pampa.
Quizquiz había resuelto el problema inmediato de los perseguidores, pero sus dificultades no habían terminado. Tuvo que abrirse paso por distritos infestados de poblaciones hostiles, ligadas al difunto Huáscar, y esperando una venganza gracias a la llegada de los "hombres blancos" que, temerariamente, eran considerados libertadores. Sin embargo, mediante una marcha impresionante, realizada superando dificultades de todo tipo, no sólo de carácter estratégico, sino también y sobre todo logístico, Quizquiz condujo a los varios miles de hombres que componían su ejército, más allá de las fronteras del antiguo reino de Quito donde contaba con encontrar apoyo y aliados.

### Últimas batallas

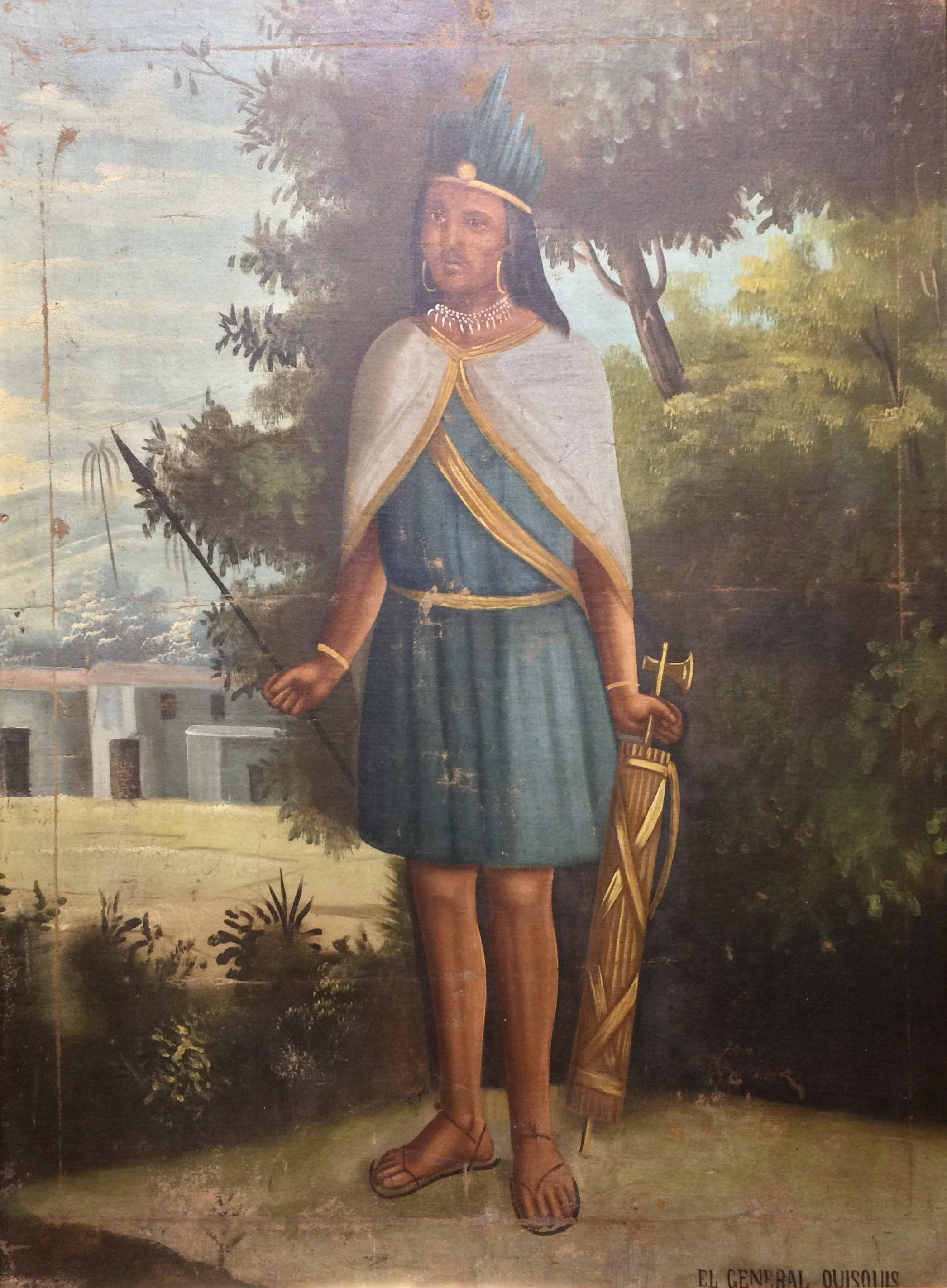
El General Quisquis (s. XIX), óleo sobre lienzo de autor anónimo. MuNa, Quito.

Al llegar a tierras de Quito para organizar una enérgica resistencia y, posiblemente, una guerra de reconquista, se llevó una amarga sorpresa al encontrar contingentes españoles que le habían precedido, llegados desde San Miguel, bajo el mando de Sebastián de Belalcázar. Luego les siguieron otros ejércitos comandados por Diego de Almagro y Pedro de Alvarado (este último llegado recientemente de Guatemala).
Quizquiz logró separar a las fuerzas de ambos capitanes hispanos, pero el experimentado Alvarado pasó a la ofensiva y capturó al general Socta Urco, jefe de la vanguardia de Quizquiz.

### Muerte
Quizquiz, junto con el noble inca Huayna Palcón, se replegó hacia la selva para planear la estrategia a seguir en la lucha contra los españoles. Quizquiz quería desarrollar una lucha de guerrillas hasta rehacer sus fuerzas, a lo que Huayna Palcón se opuso. Este, al parecer, deseaba un entendimiento con los españoles. En medio de la acalorada discusión que se desató, Huayna Palcón cogió una lanza y atravesó el pecho de Quizquiz, matándolo.
Según Pedro Cieza de León, "Quizquiz se fue con el Huambracuna de regreso a Quito, sin haber logrado nada de lo que se había propuesto. Lo habían elogiado por ser un capitán muy valiente y sabio y de buen juicio. El mismo Huambracuna que lo acompañó lo mató cerca de Quito en el pueblo de Tiamcambe. Sus guerreros querían la paz para poder regresar a casa, pero él se negó. Huaypalcón lo atacó, y otros se sumaron con hachas y garrotes y lo mataron".